# Франческо Боргато
Франче́ско Борга́то (італ. Francesco Borgato; нар. 5 вересня, 1990, Венеція)  — італійський співак, танцюрист, хореограф, колишній учасник українського попгурту «Kazaky».

## Біографія

### Ранні роки, початок танцювальної кар'єри
Уродженець Венеції Франческо Боргато розпочав танцювальну кар'єру в 6-річному віці у місцевій танцювальній студії Centro Studi Danza Riviera del Brenta. Там він займався хіп-хопом, сучасними танцями і балетом.
За деякий час його талант був національно визнаний. Він вигравав у багатьох змаганнях, робив хореографічні постановки по всій країні, був членом журі танцювальних конкурсів
У 2006 році, після появи у відеокліпі турецького співака Gülşen Bayraktar на пісню Ya Tutarsa, він став учасником танцювальної групи «Mighty Power», створеної всесвітньовідомим хореографом і танцюристом англ.Etienne Jean Marie. Будучи учасником групи, Франческо виступав і танцював для MTV TRL Italy (2007), з'явився в італійському фільмі «Iago» (2008), танцював у турне Mechanical Dream Tour (2009) італійської співачки Елізи Тоффолі і на італійському музичному фестивалі Festival Show (2009).

### Професійне зростання, участь у групі Kazaky
У 2010 році Франческо провів літо в Лос-Анджелесі та Нью-Йорку, де навчався і вдосконалював свої навички танцюриста і співака.

Група Kazaky. Франческо Боргато — крайній з права

На початку 2011 року Франческо розмістив на своєму каналі в YouTube (FrancescoBorgato) відео своєї хореографії на популярну пісню. Відео привернуло увагу багатьох людей, зокрема, й української групи Kazaky, якій був потрібен новий учасник.
У серпні 2011 року Стас Павлов покинув групу Kazaky і був замінений Франческом Боргато. 6 серпня 2011 року він вперше виступив у складі групи Kazaky у Стокгольмі. З цього часу Франческо всиступав із хлопцями у світовому турне.
Перше відео за його участі у групі вийшло у січні 2012 року. Це був кліп на пісню «Dance and Change».
У березні 2012 року Франческо Боргато, разом з трьома іншими учасниками своєї групи, з'явився у відеокліпі Мадонни на пісню «Girl Gone Wild».
У липні 2012 року учасники групи Kazaky з'явилися в модному огляді американського журналу V Magazine, який присвятив їм статтю. Відео із кадрами зйомок для статті вийшло під назвою Kazaky Horror Picture Show.
У жовтні 2012-го відео для синглу Last Night було представлене на російському MTV та на сайті V Magazine.. У кліпі є промови Франческо його рідною італійською мовою.
У лютому 2013 року Стас Павлов повернувся, а Франческо Боргато покинув групу Kazaky..

### Сольна кар'єра
25 лютого 2013 року Франческо Боргато на своїй сторінці у Facebook оголосив про початок сольної кар'єри.

### Особисте життя
Франческо Боргато відкрито визнає свою гомосексуальну орієнтацію. Широко відомо про його роман з лос-анджелеським танцюристом і хореографом Whyley Yoshimura, який виступає в танцювальному супроводі Ріанни та Джанет Джексон.